# Friedrich von Schwarzenberg
Fried Schwarzenberg, avstrijski general in politik, * 30. september 1800, † 6. marec 1870.